# کلماییسور
کلماییسور (نام علمی: Kelmayisaurus) نام یک سرده از فروراسته گوشت‌سوسماران است.